# Kunstmuseum Erlangen

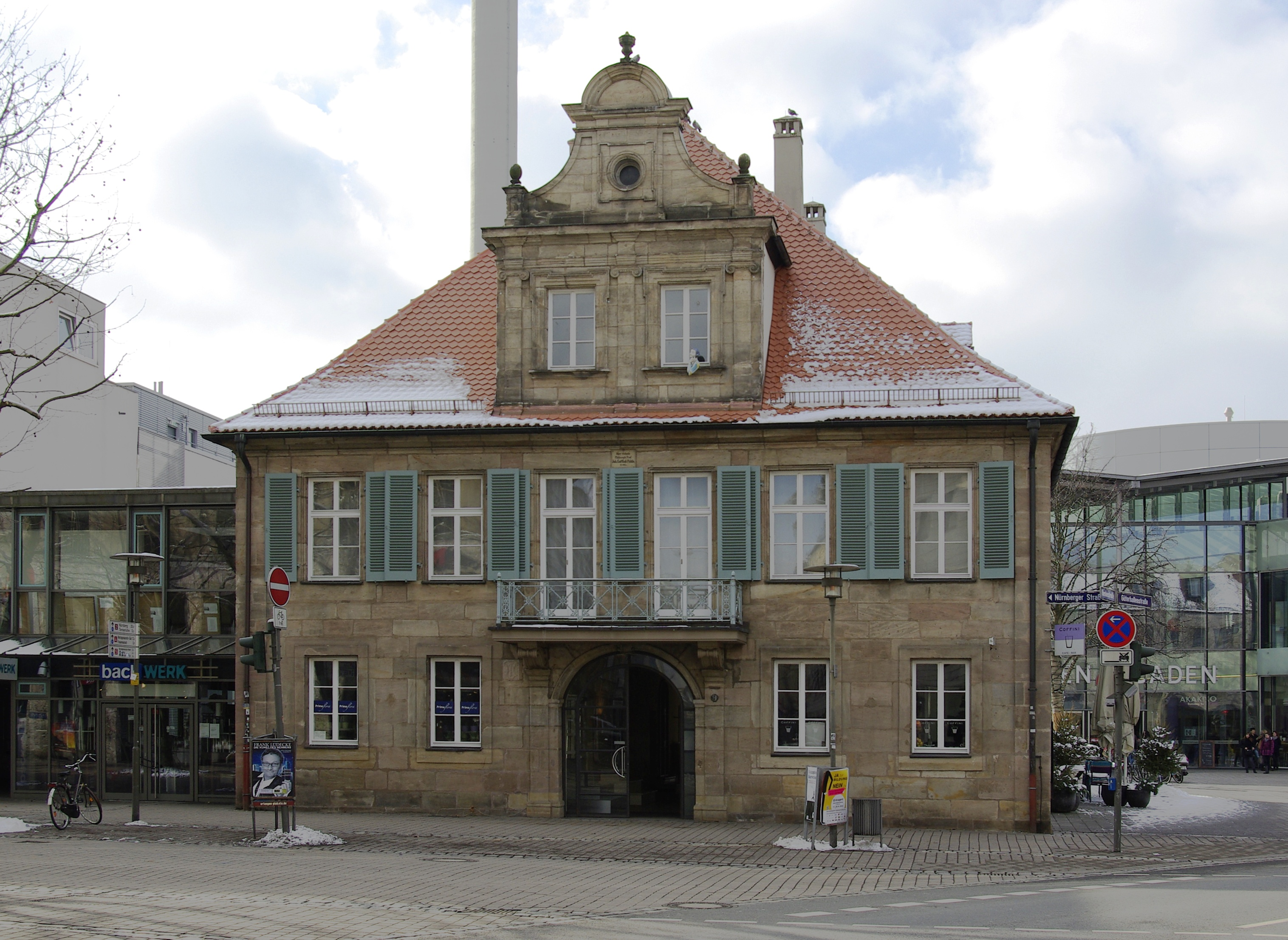
Loewenichsches Palais

Das Kunstmuseum Erlangen ist ein regionales Ausstellungshaus, Archiv und Museum für zeitgenössische Kunst in Erlangen. Es befindet sich im Loewenichschen Palais. Träger ist seit Juli 2016 die Stadt Erlangen.
Das Kunstmuseum stellt seit 1998 Kunstwerke aus, die nach 1945 entstanden sind und von Künstlern stammen, die der Region Nürnberg bzw. Erlangen besonders verbunden sind. Die rund 300 Quadratmeter umfassenden Ausstellungsräume befinden sich im ersten Stock des Loewenichschen Palais und des 2002 errichteten südlichen Anbaus. Gezeigt werden im Jahr fünf bis neun Einzel-, Gruppen- oder Themenausstellungen sowohl von arrivierten als auch von jungen Künstlern, sowie Gedächtnisausstellungen wichtiger Nachkriegskünstler der Region. Ausgestellt werden Malerei, Grafik, Bildhauerei und Fotografien. Außerdem werden Ausstellungen mit Werken aus dem Besitz ansässiger Sammler gezeigt. Neben der Ausstellungstätigkeit werden ein Archiv, eine Bibliothek und eine Kunstsammlung regionaler Kunst aufgebaut. Im Gebäude befand sich von 2006 bis 2009 außerdem die Oskar-Koller-Stiftung.
Das zuvor von der Deutschen Bundespost genutzte Gebäude wurde im Jahr 1998 von dem Förderverein Kunstmuseum Erlangen e. V. (ab Mai 2001 Kunstmuseum Erlangen e. V.) erworben. Dieser war 1989 aus dem Kunstverein Erlangen heraus gegründet worden. Im Jahr 2016 übergab der Verein die Trägerschaft des Kunstmuseums an die Stadt Erlangen.